# HD 41843
HD 41843，又名CD-29 2769，SAO 171231、HR 2164，是一颗恒星，视星等为5.81，位于銀經236.08，銀緯-22.22，其B1900.0坐标为赤經6h 2m 14.5s，赤緯-29° -22.22′ 51″。